# Neocytherideidae
Neocytherideidae är en familj av kräftdjur. Enligt Catalogue of Life ingår Neocytherideidae i överfamiljen Cytheroidea, ordningen Podocopida, klassen musselkräftor, fylumet leddjur och riket djur, men enligt Dyntaxa är tillhörigheten istället ordningen Podocopida, klassen musselkräftor, fylumet leddjur och riket djur. Enligt Catalogue of Life omfattar familjen Neocytherideidae 2 arter. 
Kladogram enligt Catalogue of Life och Dyntaxa:
| Neocytherideidae | \| \| Copytus \| \| \| \| \| \| Heterocyprideis \| \| \| \| \| \| Neocytherideis \| \| \| \| |
|                  | \| \| Copytus \| \| \| \| \| \| Heterocyprideis \| \| \| \| \| \| Neocytherideis \| \| \| \| |
|                  | Bythocytheridae                                                                              |
|                  |                                                                                              |
|                  | Cobanocytheridae                                                                             |
|                  |                                                                                              |
|                  | Cushmanideidae                                                                               |
|                  |                                                                                              |
|                  | Cytherettidae                                                                                |
|                  |                                                                                              |
|                  | Cytheridae                                                                                   |
|                  |                                                                                              |
|                  | Cytherideidae                                                                                |
|                  |                                                                                              |
|                  | Cytheromatidae                                                                               |
|                  |                                                                                              |
|                  | Cytheruridae                                                                                 |
|                  |                                                                                              |
|                  | Entocytheridae                                                                               |
|                  |                                                                                              |
|                  | Eucytheridae                                                                                 |
|                  |                                                                                              |
|                  | Hemicytheridae                                                                               |
|                  |                                                                                              |
|                  | Krithidae                                                                                    |
|                  |                                                                                              |
|                  | Leptocytheridae                                                                              |
|                  |                                                                                              |
|                  | Limnocytheridae                                                                              |
|                  |                                                                                              |
|                  | Loxoconchidae                                                                                |
|                  |                                                                                              |
|                  | Microcytheridae                                                                              |
|                  |                                                                                              |
|                  | Paracytherideidae                                                                            |
|                  |                                                                                              |
|                  | Paradoxostomatidae                                                                           |
|                  |                                                                                              |
|                  | Parvocytheridae                                                                              |
|                  |                                                                                              |
|                  | Pectocytheridae                                                                              |
|                  |                                                                                              |
|                  | Psammocytheridae                                                                             |
|                  |                                                                                              |
|                  | Schizocytheridae                                                                             |
|                  |                                                                                              |
|                  | Trachyleberididae                                                                            |
|                  |                                                                                              |
|                  | Xestoleberididae                                                                             |
|                  |                                                                                              |
|                  | Copytus                                                                                      |
|                  |                                                                                              |
|                  | Heterocyprideis                                                                              |
|                  |                                                                                              |
|                  | Neocytherideis                                                                               |
|                  |                                                                                              |

|  | Copytus         |
|  |                 |
|  | Heterocyprideis |
|  |                 |
|  | Neocytherideis  |
|  |                 |